# 톤파

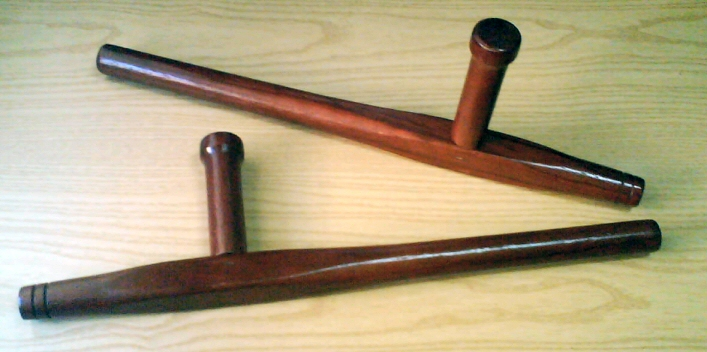
톤파 한 쌍.

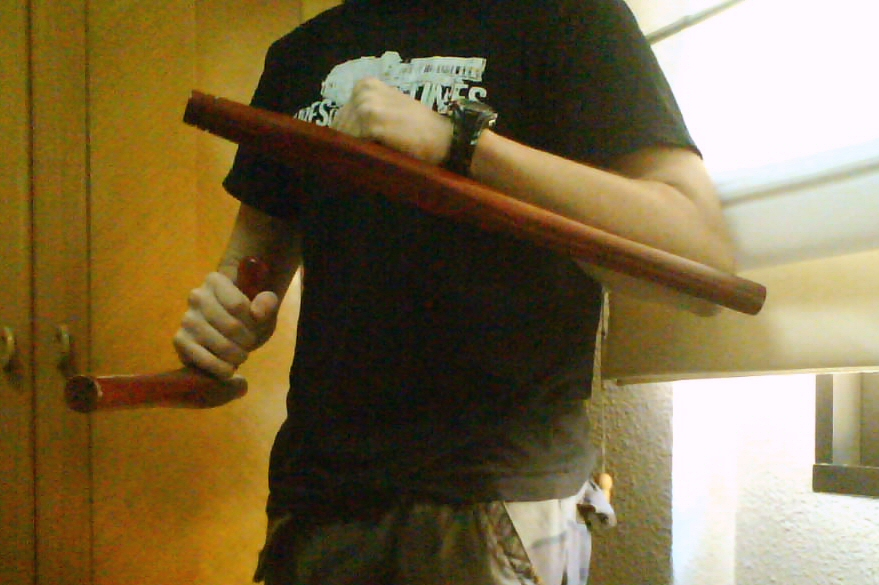
톤파를 양 손에 쥐고 있는 무도 수련가.

톤파(Tonfa)는 오키나와에서 사용하던 고유 무기로, 여기에서 오늘날 경찰들이 쓰는 곤봉이 파생되었다. 주로 손으로 공격하지만, 손을 보호하면서 여러 공격 및 방어를 할 수 있다. 이 톤파는 1995년 개봉되었던 원규 감독의 영화 영웅에서 등장한다.